# Caboclo de fita
Caboclo de fita ou rajado, é um personagem folclórico que participa da festa de Bumba meu boi no Maranhão.
Durante as apresentações, o Caboclo de fita se posiciona ao redor do boi, simbolizando as cercas que protegem os gados nas fazendas.
Suas vestimentas se constituem de um grande chapéu, com longas fitas coloridas amarradas na aba.